# Бонифаций IV
Бонифаций IV (лат. Bonifatius PP. IV; ? — 8 мая 615) — папа римский с 25 августа 608 года по 8 мая 615 года. Святой католической церкви.

## Биография
Бонифаций был сыном врача Иоанна и происходил из племени марсиев из города Валерии (в Абруцци).
Во времена папы Григория I он был дьяконом Римской Церкви и занимал должность диспенсатора - чиновника по земельным делам епархий.
Он занял папский престол вслед за Бонифацием III, после того, как престол оставался вакантным более девяти месяцев. Интронизация Бонифация IV состоялась 25 августа (по сведениям Луи Дюшена) или 15 сентября (по Филиппу Яффе) 608 года.
При Бонифации в 608 году императором Фокой христианам был передан языческий Пантеон. В нём папой была освящена церковь Св. Марии и всех мучеников — S-Maria Rotonda. Двадцать восемь возов священных костей, как говорили, были вывезены из катакомб и помещены в порфировых бассейнах под алтарём храма.
Во время понтификата Бонифация Меллит, первый епископ Лондона, отправился в Рим, чтобы обратиться к папе за ответами на вопросы, относящиеся к вновь созданной английской церкви. Меллит также получил разъяснения по вопросам жизни монастырей и монашеского бытия и взял в обратный путь письма от папы к Лаврентию, архиепископу Кентерберийскому, и всему духовенству, к королю Этельберту Кентскому и всему английскому народу о канонах, которые должны были соблюдаться в английской церкви.
Бонифаций был современником святого Колумбана. Между 612 и 615 годами ирландский миссионер Колумбан, живший в это время в Боббио в Италии, был убежден Агилульфом, королём лангобардов, обратиться с письмом к папе, осуждая "Три главы".
Бонифаций превратил свой собственный дом в монастырь, где он вышел в отставку и умер, по разным данным, либо 8 мая, либо 25 мая 615 года. Он был похоронен в притворе собора Святого Петра. Бонифаций не пользовался популярностью, так как время его правления сопровождалось различными бедствиями. Тем не менее, он был канонизирован католической церковью. День памяти — 25 мая. Его мощи хранятся в Соборе Святого Петра (Ватикан).